# Борекс (стадіон)
СФК «Борекс» — спеціалізований футбольний комплекс із двох натуральних і одного штучного полів у селищі Бородянка. Належав Бородянському екскаваторному заводу.

## Внутрішні змагання
У професійних змаганнях прийняв більше 200 матчів. Свої поєдинки тут проводили Машинобудівник, Здвиж, Гарт, Система-Борекс, Освіта (усі Бородянка), ЦСКА, Оболонь-2 (обидві Київ), Інтер, Боярка-2006 (обидві Боярка), Рось (Біла Церква).

## Міжнародні матчі

### Матчімолодіжної збірної України
| Дата       | Турнір   | Господарі | Гості      | Рахунок | Голи           |
| ---------- | -------- | --------- | ---------- | ------- | -------------- |
| 28-04-2004 | ТМ       | Україна   | Словаччина | 1-1     | Карамушка      |
| 09-06-2009 | КЧЄ 2011 | Україна   | Мальта     | 1-0     | Коноплянка 65' |

### Турнір пам'яті Валерія Лобановського
| Дата       | Команда       | Команда         | Рахунок | Голи                                                                       |
| ---------- | ------------- | --------------- | ------- | -------------------------------------------------------------------------- |
| 11-08-2009 | Україна       | Іран            | 2-1     | Зозуля 30', Лисенко 83' — Хайсафі 38' (п)                                  |
| 12-08-2009 | Німеччина     | Іран            | 1-0     | Бен-Хатіра 87'                                                             |
| 10-08-2010 | Україна (U20) | Іран (U20)      | 2-4     | Гудима 36', Богданов 56' — Садегіан 12', Кавім 26', Алішан 31', Гарібі 67' |
| 11-08-2010 | Україна (U20) | Туреччина (U20) | 2-1     | Богданов 45+1', Прийма 48' (п) — Парцванія 26' (а)                         |

### Матчіюнацької збірної України U-19
| Дата       | Турнір   | Господарі | Гості                | Рахунок | Голи                                                      |
| ---------- | -------- | --------- | -------------------- | ------- | --------------------------------------------------------- |
| 26-05-2010 | КЧЄ 2010 | Україна   | Боснія і Герцеговина | 4-1     | Чайковський 10', 43, Зубко 56', Сидорчук 72' — Панджа 45' |
| 28-05-2010 | КЧЄ 2010 | Україна   | Ірландія             | 0-1     | Кліффорд 60' (п)                                          |
| 31-05-2010 | КЧЄ 2010 | Україна   | Англія               | 1-1     | Зубко 81' — Парретт 83'                                   |

Свого часу існували плани зробити у Бородянці навчально-тренувальну базу для юнацьких футбольних збірних України.

## Російське вторгнення в Україну
З кінця лютого до 1 квітня 2022 року Бородянка була окупована російськими військами. СФК Борекс постраждав від рук окупантів.